# Cymru Premier League
La Cymru Premier League (nome completo gall. Cynghrair Cymru o Uwch Gynghrair Cymru), nota internazionalmente come Welsh Premier League e come JD Cymru Premier League per motivi di sponsorizzazione, è la massima serie del campionato gallese di calcio. Venne istituita nel 1992-93 su una base di 20 squadre con il nome di League of Wales (Lega del Galles); oggi si compone di 12 squadre e ogni anno è previsto un massimo di due retrocessioni nelle serie inferiori compatibilmente al possesso dei requisiti previsti per la partecipazione alla massima serie da parte delle due squadre provenienti dalla Cymru Alliance e dalla Welsh Football League Division One.
La squadra campione del Galles si qualifica per il primo turno preliminare di Champions League, mentre la seconda e la terza classificata accedono al primo turno preliminare di UEFA Europa League.

## Squadre
Sono 43 le squadre ad aver partecipato alle 34 stagioni della Welsh Premier League dal 1992-1993 al 2025-2026 (in grassetto).
- 33 volte:  Aberystwyth Town,  Newtown,  The New Saints
- 32 volte:  Connah's Q.N.
- 26 volte:  Bangor City
- 24 volte:  Carmarthen Town
- 23 volte:  Haverfordwest County
- 21 volte:  Caernarfon Town
- 20 volte:  Rhyl
- 19 volte:  Cardiff Metropolitan University[1],  Llanelli
- 18 volte:  Barry Town,  Caersws,  Cefn Druids
- 17 volte:  Bala Town
- 16 volte:  Port Talbot Town
- 15 volte:  Airbus UK Broughton,  Cwmbran Town
- 14 volte:  Afan Lido
- 13 volte:  Porthmadog
- 11 volte:  Flint Town Utd
- 10 volte:  Welshpool Town
- 8 volte:  Conwy United,  Prestatyn Town
- 7 volte:  Penybont
- 6 volte:  Ebbw Vale,  Holywell Town
- 5 volte:  Neath Athletic,  Rhayader Town
- 4 volte:  Briton Ferry,  Llandudno,  Mold Alexandra,  Ton Pentre
- 3 volte:  Cemaes Bay,  Maesteg Park,  Oswestry Town
- 2 volte:  Briton Ferry Llansawel,  Colwyn Bay,  Pontypridd
- 1 volta:  Abergavenny Thursdays,  C.G. Harlequins,  Llangefni Town,  Llanidloes Town

## Albo d'oro
| Anno      | Vincitore      | Secondo posto  | Capocannoniere                             |
| --------- | -------------- | -------------- | ------------------------------------------ |
| 1992-1993 | Cwmbran Town   | Inter Cardiff  | Steve Woods (Ebbw Vale, 29 goal)           |
| 1993-1994 | Bangor City    | Inter Cardiff  | David Taylor (Porthmadog, 43 goal)         |
| 1994-1995 | Bangor City    | Afan Lido      | Frank Mottram (Bangor City, 30 goal)       |
| 1995-1996 | Barry Town     | Newtown        | Ken McKenna (Conwy Town, 38 goal)          |
| 1996-1997 | Barry Town     | Inter Cardiff  | Tony Bird (Barry Town, 42 goal)            |
| 1997-1998 | Barry Town     | Newtown        | Eifion Williams (Barry Town, 40 goal)      |
| 1998-1999 | Barry Town     | Inter Cardiff  | Eifion Williams (Barry Town, 28 goal)      |
| 1999-2000 | TNS            | Barry Town     | Chris Summers (Cwmbran Town, 28 goal)      |
| 2000-2001 | Barry Town     | Cwmbran Town   | Graham Evans (Caersws, 25 goal)            |
| 2001-2002 | Barry Town     | The New Saints | Marc Lloyd-Williams (Bangor City, 47 goal) |
| 2002-2003 | Barry Town     | The New Saints | Graham Evans (Caersws, 24 goal)            |
| 2003-2004 | Rhyl           | The New Saints | Andy Moran (Rhyl, 27 goal)                 |
| 2004-2005 | The New Saints | Rhyl           | Marc Lloyd-Williams (TNS, 34 goal)         |
| 2005-2006 | The New Saints | Llanelli       | Rhys Griffiths (Port Talbot Town, 28 goal) |
| 2006-2007 | The New Saints | Rhyl           | Rhys Griffiths (Llanelli, 30 goal)         |
| 2007-2008 | Llanelli       | The New Saints | Rhys Griffiths (Llanelli, 40 goal)         |
| 2008-2009 | Rhyl           | Llanelli       | Rhys Griffiths (Llanelli, 31 goal)         |
| 2009-2010 | The New Saints | Llanelli       | Rhys Griffiths (Llanelli, 30 goal)         |
| 2010-2011 | Bangor City    | The New Saints | Rhys Griffiths (Llanelli, 25 goal)         |
| 2011-2012 | The New Saints | Bangor City    | Rhys Griffiths (Llanelli, 24 goal)         |
| 2012-2013 | The New Saints | Airbus UK      | Michael Wilde (TNS, 25 goal)               |
| 2013-2014 | The New Saints | Airbus UK      | Chris Venables (Aberystwyth Town, 24 goal) |
| 2014-2015 | The New Saints | Bala Town      | Chris Venables (Aberystwyth Town, 28 goal) |
| 2015-2016 | The New Saints | Bala Town      | Chris Venables (Aberystwyth Town, 20 goal) |
| 2016-2017 | The New Saints | Connah's Q.N.  | Jason Oswell (Newtown, 22 goal)            |
| 2017-2018 | The New Saints | Bangor City    | Greg Draper (The New Saints, 22 goal)      |
| 2018-2019 | The New Saints | Connah's Q.N.  | Greg Draper (The New Saints, 27 goal)      |
| 2019-2020 | Connah's Q.N.  | The New Saints | Chris Venables (Bala Town, 22 goal)        |
| 2020-2021 | Connah's Q.N.  | The New Saints | Chris Venables (Bala Town, 24 goal)        |
| 2021-2022 | The New Saints | Bala Town      | Declan McManus (The New Saints, 24 goal)   |
| 2022-2023 | The New Saints | Connah's Q.N.  | Declan McManus (The New Saints, 29 goal)   |
| 2023-2024 | The New Saints | Connah's Q.N.  | Brad Young (The New Saints, 22 goal)       |
| 2024-2025 | The New Saints | Penybont       | Louis Lloyd (Caernarfon Town, 22 goal)     |

## Titoli
| Club                            | Vittorie | 2° | Stagioni                                                                                             |
| ------------------------------- | -------- | -- | --- |
| The New Saints (TNS)            | 17       | 7  | 2000, 2005, 2006, 2007, 2010, 2012, 2013, 2014, 2015, 2016, 2017, 2018, 2019, 2022, 2023, 2024, 2025 |
| Barry Town                      | 7        | 1  | 1996, 1997, 1998, 1999, 2001, 2002, 2003                                                             |
| Bangor City                     | 3        | 2  | 1994, 1995, 2011                                                                                     |
| Connah's Q.N.                   | 2        | 4  | 2020, 2021                                                                                           |
| Rhyl                            | 2        | 2  | 2004, 2009                                                                                           |
| Llanelli Town                   | 1        | 3  | 2008                                                                                                 |
| Cwmbran Town                    | 1        | 1  | 1993                                                                                                 |
| Cardiff Metropolitan University | -        | 4  | -----                                                                                                |
| Bala Town                       | -        | 3  | -----                                                                                                |
| Newtown                         | -        | 2  | -----                                                                                                |
| Airbus UK Broughton             | -        | 2  | -----                                                                                                |
| Afan Lido                       | -        | 1  | -----                                                                                                |
| Penybont                        | -        | 1  | -----                                                                                                |